# Feliks Folejewski

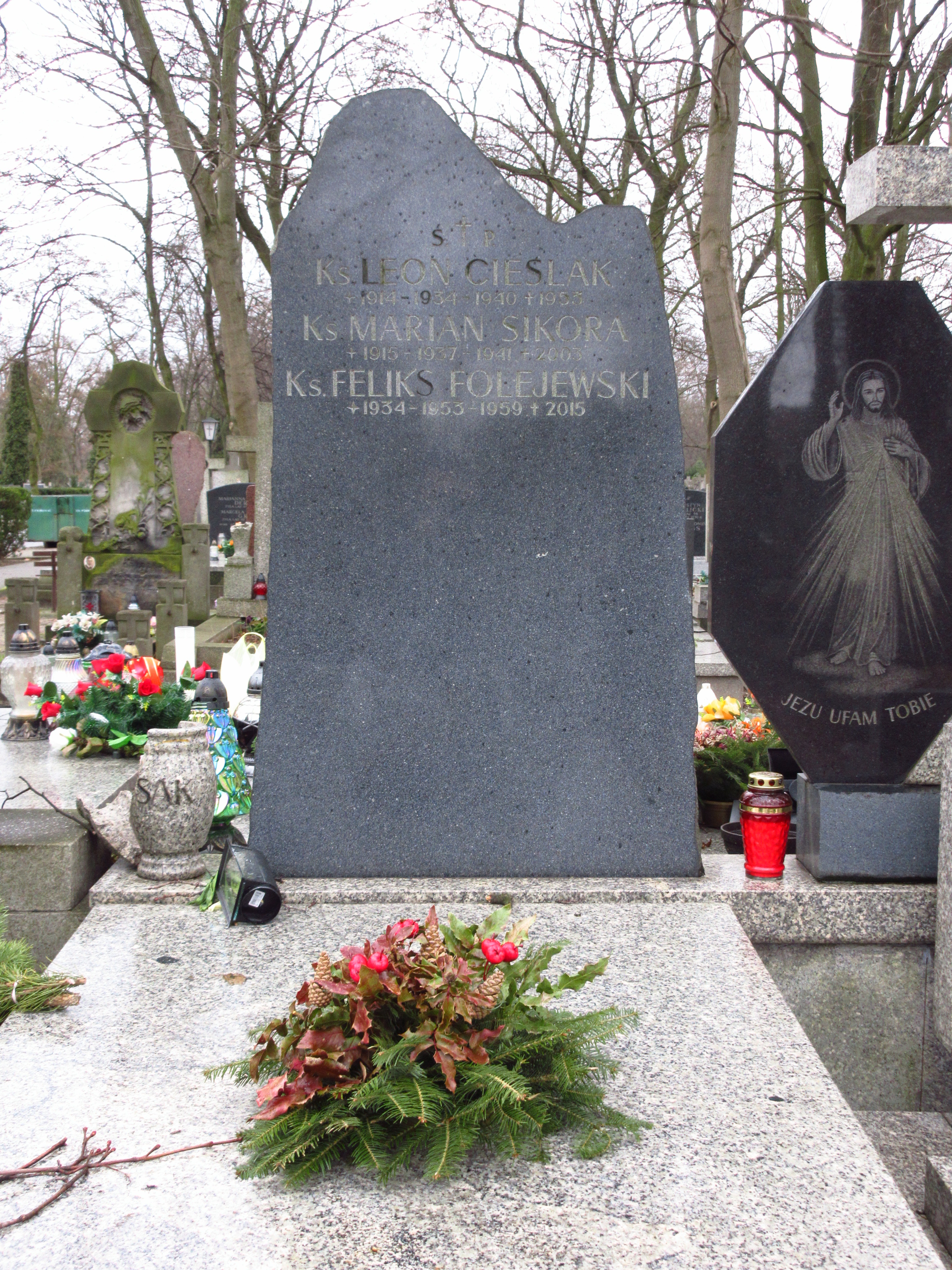
Grób ks. Feliksa Folejewskiego na Cmentarzu Bródnowskim.

Feliks Folejewski SAC (ur. 4 sierpnia 1934 w Suwałkach, zm. 22 września 2015 w Warszawie) – duszpasterz Stowarzyszenia Apostolstwa Katolickiego, Ruchu Apostolskiego „Rodzina Rodzin”, wykładowca i ojciec duchowny Seminarium, redaktor czasopism. Pochowany w kwaterze pallotyńskiej (71A-2) na cmentarzu Bródnowskim.